# Taliepus
Taliepus is een geslacht van kreeftachtigen uit de klasse van de Malacostraca (hogere kreeftachtigen).

## Soorten
- Taliepus dentatus (H. Milne Edwards, 1834)
- Taliepus marginatus (Bell, 1836)
- Taliepus nuttallii (Randall, 1840)